# Leopold Güterbock

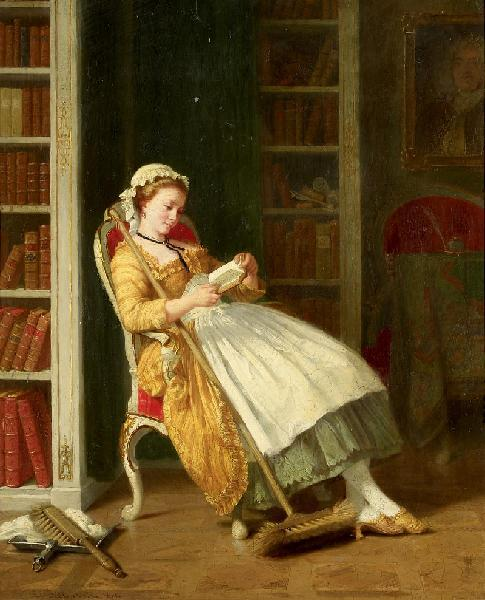
Lesende Magd

Leopold Güterbock (* 20. August 1817 in Berlin; † 19. März 1881 ebenda) war ein deutscher Genre- und Orientmaler.

## Leben
Leopold Güterbock stammte aus einer jüdischen Familie, aus der zahlreiche Gelehrte und Künstler hervorgegangen sind. Sein älterer Bruder war der Mediziner und praktische Arzt Ludwig Güterbock (1814–1895).
Leopold Güterbock studierte ab 1839 an der Königlichen Akademie der Bildenden Künste in München. In den Jahren 1840 bis 1850 unternahm er in Begleitung von Alexius Geyer und William Cornwallis Cartwright Reisen durch Griechenland, Ägypten und die Türkei. Von 1842 bis 1847 war er in Rom, wo er dem Deutschen Künstlerverein angehörte und beim „Cervarofest“ dieses Vereins in den Jahren 1845 und 1846 die Rolle des „Generals der Gendarmerie“ spielte. Spätestens 1854 bis um 1858 lebte er in Paris. Dort wurde er Schüler von Thomas Couture und nahm 1855 am Pariser Salon im Rahmen der Weltausstellung teil. Güterbock beteiligte sich 1846 bis 1880 mehrmals an den Berliner Akademie-Ausstellungen. Auch stellte er in Lübeck (1852), Leipzig (1864) und im Münchner Glaspalast (1869) aus. Ab spätestens 1860 war er in Berlin ansässig, wo er als Maler arbeitete und 1871 Mitglied des Vereins Berliner Künstler wurde. 1862/1863 sowie 1873/1874 lebte er wieder in Rom.
Leopold Güterbock konvertierte 1861 zum evangelischen Glauben. Er war mit Julie Rebecca (geb. Henoch; 1838–1872) verheiratet, die 1871 ebenfalls konvertierte. Der Historiker Ferdinand Güterbock war sein Sohn.

## Werke
Güterbock gehörten zu den frühen anerkannten deutschen Vertretern der Orientmalerei. Zu seiner Zeit war er ein beliebter Genremaler. Neben vorwiegend historischen und mythologischen Genreszenen schuf er auch sorgfältig kolorierte Porträts und Landschaften.
- Motiv aus dem Walde von Fontainebleau, Verbleib unbekannt (BAA 1854, Nr. 188)
- Ein türkisches Mädchen mit einer Katze, zuletzt: Besitz der Königin Elisabeth von Preußen (ebd., Nr. 189)
- Griechinnen aus Smyrna, Verbleib unbekannt (ebd., Nr. 191)
- Weibliches Porträt, Verbleib unbekannt (ebd., Nr. 192)
- Ein türkisches Kaffeehaus, Verbleib unbekannt (ebd., Nr. 193)
- Tochter der Herodias, Städtisches Museum Semur-en-Auxois